# Champlin (Minnesota)
Pour les articles homonymes, voir Champlin.
Champlin (en anglais [ˈtʃæmplən]) est une ville dans le comté de Hennepin dans l'État du Minnesota, aux États-Unis.

## Géographie
Selon le Bureau du recensement des États-Unis la ville s'étend sur 22,61 km2.

## Démographie
D'après les chiffres obtenus lors du recensement de 2010, la ville est peuplée de 23 089 personnes. La densité de population est de 1 091,2 habitants par kilomètre carré. La population de la ville est composée à 89,0 % de blancs, à 4,8 % d'afro-américains et à 3,6 % de personnes d'autres origines.
| 1950 | 1960  | 1970  | 1980  | 1990   |
| ---- | ----- | ----- | ----- | ------ |
| 828  | 1 271 | 2 275 | 9 006 | 16 849 |

| 2000   | 2010   | - | - | - |
| ------ | ------ | - | - | - |
| 22 193 | 23 089 | - | - | - |